# Резинотехника (Ярославль)
Резиноте́хника — посёлок в северной части Заволжского района Ярославля. Строился для работников завода Ярославрезинотехника, по которому и получил своё название.
Включает в себя кварталы многоэтажной (в основном пяти- и девятиэтажные дома), частной застройки по улицам Житейская, Ветеранов и Надёжная, а также стадион и парк по правой стороне Спартаковской улицы.
Посёлок значительно удалён от остальной части города, дорога к Резинотехнике проходит за пределами городской черты. Соединён с городом посредством автобусов 21, 21б, 21т, 93 и маршрутного такси №40, а также пригородного автобуса 148.
На территории посёлка находятся клуб «Резинотехник», стадион «Каучу́к», ДК «Гамма», поликлиника № 3 и стационар № 2 клиническая больница № 3. Детско-юношеский центр «Каучук» славится своими баскетбольными заслугами. В 2007 годы ребята из этой спортивной школы участвовали во всероссийских соревнованиях «Золотое кольцо» и заняли из 30 команд 8 место.
На территории посёлка имеется несколько детских садов: на улице Ранней (в том числе детский сад № 20 «АБВГДейка»), Гражданской, 50 лет ВЛКСМ, ул. Панфилова. Есть и школы: на Лебедева (№ 69), Панфилова (№ 67), Комарова (№ 77), а также вечерняя (сменная) школа при колонии общего режима. Местный культурный центр — ДК «Гамма» — находится на улице Спартаковской. Здесь проводят свадьбы и фуршеты, организуют шоу-программы. На базе ДК занимаются танцевальные, вокальные и художественные коллективы. На территории Резинотезники имеются продуктовые магазины, мини-рынки.
Крупнейшие улицы Резинотехники — Спартаковская, Панфилова, Лебедева, Ранняя, Комарова, 50 лет ВЛКСМ, Гражданская.
Посёлок был построен на месте деревни Тарасово, относившейся к приходу церкви села Пазушино. В старину село принадлежало дворянскому роду Обресковых.